# Rhésos (dieu fleuve)

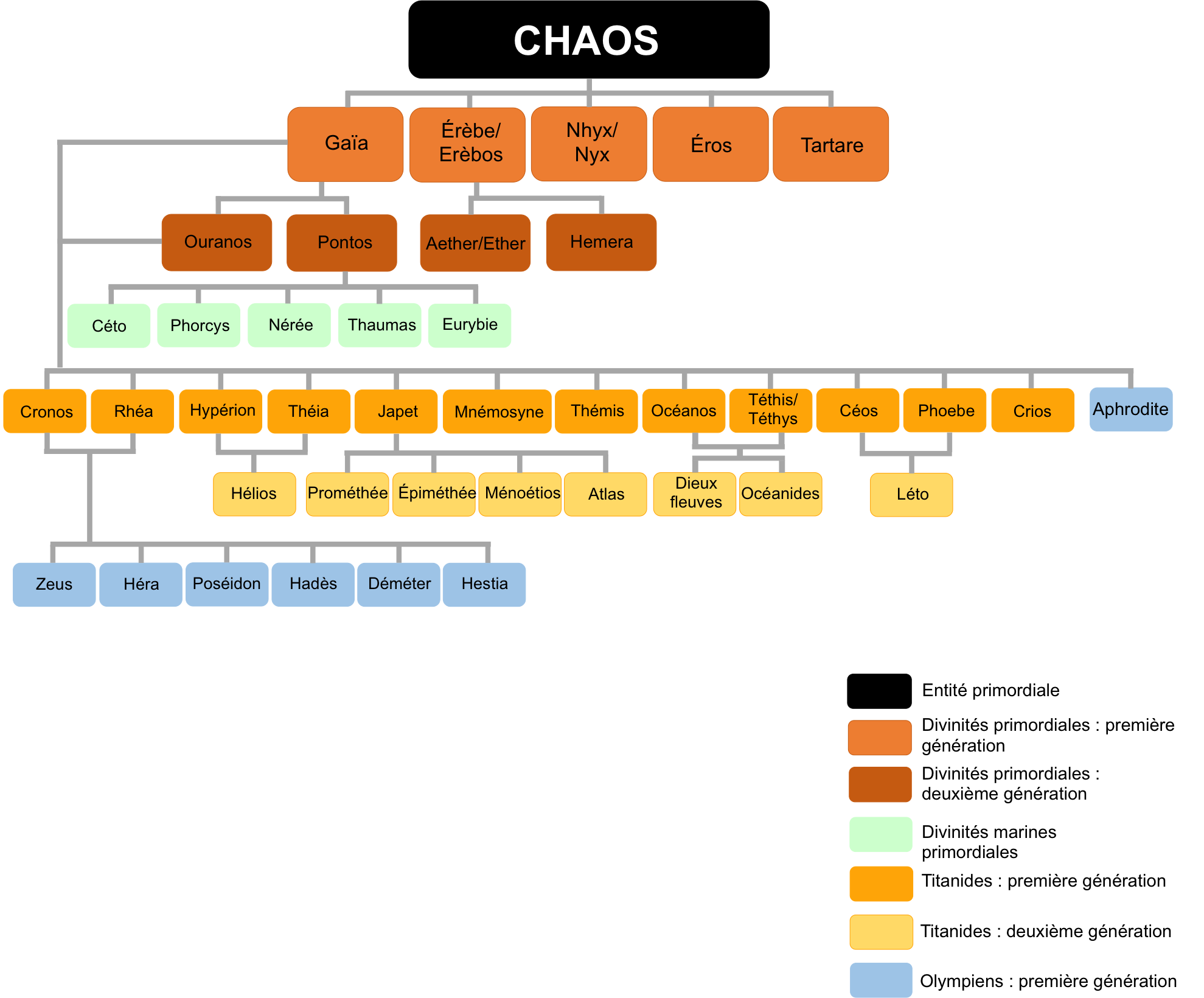
Généalogie des divinités grecques primordiales

Rhésos (du grec ancien, Ῥῆσος / Rhẽsos , latin Rhesus), parfois latinisé en Rhésus, est un fleuve de Bithynie, dans l'actuelle Turquie. Dieu fleuve de la mythologie grecque, il est fils d'Océan et de Téthys. Hésiode, le poète grec de l'Antiquité le mentionne dans sa Théogonie.
« Téthys donna à l’Océan des Fleuves au cours sinueux, le Nil, l'Alphée, l'Éridan aux gouffres profonds, le Strymon, le Méandre, l'Ister aux belles eaux, le Phase, le Rhésus, l'Achéloüs aux flots argentés, le Nessus, le Rhodius, l'Haliacmon, l'Heptapore, le Granique, l'Ésépus, le divin Simoïs, le Pénée, l'Hermus, le Caïque aux ondes gracieuses, le large Sangarius, le Ladon, le Parthénius, l'Évènus, l'Ardesque et le divin Scamandre. »

—Théogonie, Hésiode, (traduction française de M. A. Bignan)